# Championnat d'Algérie féminin de football 2015-2016
 (mars 2017).
Si vous disposez d'ouvrages ou d'articles de référence ou si vous connaissez des sites web de qualité traitant du thème abordé ici, merci de compléter l'article en donnant les références utiles à sa vérifiabilité et en les liant à la section « Notes et références ».
Navigation
Édition précédente Édition suivante
La Division 1 2015-2016 est la 16e édition du championnat d'Algérie de football féminin.
Le premier niveau du championnat féminin oppose seize clubs algériens en une série de vingt-huit rencontres jouées sous la forme de deux groupes, le groupe centre-est et le groupe centre-ouest. La compétition débute le 10 octobre 2015 et s'achève le 20 mai 2016.

## Compétition

### Classement

#### Classement groupe centre-est
Le classement est calculé avec le barème de points suivant : une victoire vaut trois points, le match nul un point et la défaite zéro (retrait d'un point en cas de forfait).
Les critères utilisés pour départager en cas d'égalité au classement sont les suivants :
1. classement aux points des matchs joués entre les clubs ex æquo ;
2. différence entre les buts marqués et les buts concédés sur la totalité des matchs joués dans le championnat ;
3. plus grand nombre de buts marqués sur la totalité des matchs joués dans le championnat ;
4. différence entre les buts marqués et les buts concédés par chacun d’eux au cours des matchs qui les ont opposés ;

#### Classement groupe centre-ouest
Le classement est calculé avec le barème de points suivant : une victoire vaut trois points, le match nul un point et la défaite zéro (retrait d'un point en cas de forfait).
Les critères utilisés pour départager en cas d'égalité au classement sont les suivants :
1. classement aux points des matchs joués entre les clubs ex æquo ;
2. différence entre les buts marqués et les buts concédés sur la totalité des matchs joués dans le championnat ;
3. plus grand nombre de buts marqués sur la totalité des matchs joués dans le championnat ;
4. différence entre les buts marqués et les buts concédés par chacun d’eux au cours des matchs qui les ont opposés ;

| Rang | Équipe            | Pts | J  | G  | N | P  | Bp | Bc | Diff |
| ---- | ----------------- | --- | -- | -- | - | -- | -- | -- | ---- |
| 1    | AFAK Relizane T C | 42  | 14 | 14 | 0 | 0  | 90 | 3  | +87  |
| 2    | ASE Alger Centre  | 33  | 14 | 11 | 0 | 3  | 55 | 8  | +47  |
| 3    | AS Intissar Oran  | 25  | 13 | 8  | 1 | 4  | 36 | 21 | +15  |
| 4    | AS Oran Centre    | 21  | 14 | 6  | 3 | 5  | 20 | 26 | -6   |
| 5    | CF Akbou          | 16  | 14 | 5  | 1 | 8  | 21 | 26 | -5   |
| 6    | COTS Tiaret       | 9   | 13 | 2  | 3 | 8  | 9  | 44 | -35  |
| 7    | APDSF Tizi-Ouzou  | 8   | 14 | 2  | 2 | 10 | 9  | 46 | -37  |
| 8    | UM Djelfa P       | 5   | 14 | 1  | 2 | 12 | 8  | 74 | -66  |

| Légende : | Légende : |
| --------- | --- |
|           | Vainqueur du Championnat |
|           | Qualifié pour le play-off du Championnat |
|           | Relégué en Division 2 |
|           | Qualifié pour le play-down du Championnat |
|           | T Tenant du titre. P Promu de Division 2. C Vainqueur de la Coupe d'Algérie 2016-2017. Pts points ; G victoires ; N match nuls ; P défaites Bp buts marqués ; Bc buts encaissés ; Diff différence de buts |

### Résultats
| Résultats (▼dom., ►ext.)                                   | AFAK | APDSFTO | ASEAC | ASIO | COTS Tiaret | CFA | ASOC | UMD  |
| AFAK Relizane                                              |      | 9-0     | 1-0   | 6-0  | 10-0        | 5-0 | 10-0 | 15-0 |
| APDSF Tizi-Ouzou                                           | 0-5  |         | 0-10  | 0-6  | 3-0         | 0-3 | 0-1  | 0-0  |
| ASE Alger Centre                                           | 0-3  | N-J     |       | 3-0  | N-J         | 2-1 | 1-0  | 10-0 |
| AS Intissar Oran                                           | 0-2  | 0-4     | 3-1   |      | 3-1         | 3-0 | 3-1  | 7-0  |
| COTS Tiaret                                                | 0-6  | 0-0     | 0-3   | N-J  |             | 2-0 | 1-1  | 1-1  |
| CF Akbou                                                   | 1-7  | 4-0     | 0-3   | 1-2  | 3-0         |     | 1-1  | 2-0  |
| AS Oran Centre                                             | 1-5  | 1-0     | 0-1   | 2-2  | 3-1         | 1-0 |      | 5-0  |
| UM Djelfa                                                  | N-J  | 3-2     | 0-8   | 0-7  | 2-3         | 0-5 | 1-3  |      |
| - Victoire à domicile - Match nul - Victoire à l'extérieur |      |         |       |      |             |     |      |      |

## Play-off
| 30 janvier 2016 | JF Khroub | 1 - 3 | ASE Alger Centre | Khroub |  |
|                 |           |       |                  |        |  |

| 30 janvier 2016 | AS Sûreté nationale | 1 - 2 | FC Constantine | Alger |  |
|                 |                     |       |                |       |  |

| 30 janvier 2016 | MZ Biskra | 0 - 1 | AS Intissar Oran | Biskra |  |
|                 |           |       |                  |        |  |

| 9 février 2016 | AS Oran Centre | 0 - 5 | AFAK Relizane | Oran |  |
|                |                |       |               |      |  |

| 12 février 2016 | AS Intissar Oran | 1 - 2 | AS Oran Centre | Oran |  |
|                 |                  |       |                |      |  |

| 13 février 2016 | FC Constantine | 2 - 0 | MZ Biskra | Constantine |  |
|                 |                |       |           |             |  |

| 13 février 2016 | ASE Alger Centre | 1 - 1 | AS Sûreté nationale | Alger |  |
|                 |                  |       |                     |       |  |

| 27 février 2016 | JF Khroub | 4 - 2 | AS Oran Centre | Khroub |  |
|                 |           |       |                |        |  |

| 27 février 2016 | AS Intissar Oran | 3 - 1 | FC Constantine | Oran |  |
|                 |                  |       |                |      |  |

| 27 février 2016 | MZ Biskra | 0 - 1 | ASE Alger Centre | Biskra |  |
|                 |           |       |                  |        |  |

| 27 février 2016 | AS Sûreté nationale | 0 - 1 | AFAK Relizane | Alger |  |
|                 |                     |       |               |       |  |

| 11 mars 2016 | JF Khroub | 1 - 1 | AS Intissar Oran | Khroub |  |
|              |           |       |                  |        |  |

| 11 mars 2016 | AFAK Relizane | 4 - 0 | MZ Biskra | Relizane |  |
|              |               |       |           |          |  |

| 11 mars 2016 | ASE Alger Centre | 0 - 1 | FC Constantine | Alger |  |
|              |                  |       |                |       |  |

| 11 mars 2016 | AS Oran Centre | 0 - 3 | AS Sûreté nationale | Oran |  |
|              |                |       |                     |      |  |

| 7 mai 2016 | JF Khroub | 4 - 1 | MZ Biskra | Khroub |  |
|            |           |       |           |        |  |

| 7 mai 2016 | AS Oran Centre | 0 - 6 | FC Constantine | Oran |  |
|            |                |       |                |      |  |

| 7 mai 2016 | AS Sûreté nationale | 1 - 1 | AS Intissar Oran | Alger |  |
|            |                     |       |                  |       |  |

| 7 mai 2016 | AFAK Relizane | 1 - 0 | ASE Alger Centre | Relizane |  |
|            |               |       |                  |          |  |

| 13 mai 2016 | FC Constantine | 1 - 2 | AFAK Relizane | Constantine |  |
|             |                |       |               |             |  |

| 20 mai 2016 | AS Intissar Oran | 1 - 4 | AFAK Relizane | Oran |  |
|             |                  |       |               |      |  |

| 20 mai 2016 | MZ Biskra | 0 - 8 | AS Sûreté nationale | Biskra |  |
|             |           |       |                     |        |  |

| 20 mai 2016 | ASE Alger Centre | 1 - 0 | AS Oran Centre | Alger |  |
|             |                  |       |                |       |  |

| 20 mai 2016 | FC Constantine | 4 - 1 | JF Khroub | Constantine |  |
|             |                |       |           |             |  |